# Illetlenek
Az Illetlenek egy 1977-ben készült, 1978-ban bemutatott színes magyar filmvígjáték, melyet a Magyar Televízió készíttetett el és mutatott be. A forgatókönyvet a film rendezője: Mamcserov Frigyes és Mocsár Gábor írták. 
A cselekmény az aratási munkák ideje alatt játszódik. A tűzrendészeti ellenőrzéssel megbízott fiatalemberek: a tűzoltóparancsnok (Harsányi Gábor) – a kutyájával –, és a főellenőr (Hollai Kálmán), a szolgálati gépkocsi sofőrjével (Kertész Péter) valamint egy újságíróval (Tímár Béla) együtt indulnak vidéki kiszállásra. Munkájukat túl gyorsan elvégezve a rekkenő hőségben egyenruhájukat és civil öltözetüket ledobálva, a folyóba vetik magukat, hogy egy kis vidám fürdőzéssel a napidíjhoz szükséges, még hátralevő időt értelmesen eltöltsék. Egyikük egy kisebb vasládát talál a vízben, amely nem kincseket, hanem egy kézigránátot rejt magában. Először megijednek, de a tűzoltóparancsnok és a sofőr ötletét támogatva halászlét főznének. Ezért a tűzoltóparancsnok a kibiztosított kézigránátot a vízbe hajítja, miután meztelen társait biztonságos fedezékbe egy kidőlt fa mögé tereli. A tűzoltóparancsnok Néró nevű kutyája azonban éberen figyeli és követi a gazdája által elhajított tárgyat. A kutya beúszik, és szájában partra hozza a felnemrobbant kézigránátot. A mezítelen fiatalemberek, az esetleges robbanástól való félelmükben és ijedtükben szaladnak amerre látnak. Ám a kutya,– szájában a kézigránáttal – kitartóan üldözőbe veszi a társaságot és követi a riadt, meztelenül szaladó négy férfit…

## Cselekmény
A Sárréti Hírlap szerkesztőségében a nyári uborkaszezonban éppen nincs semmilyen jó cikk. Kapóra jön, hogy ide is ellátogatnak a tűzoltók tűzvédelmi bejárásra. A lap főszerkesztője úgy dönt, elküldi velük egy tudósítójukat, hogy meglegyen az igazi nagy sztori. Együtt elindulnak egy kombi Ladával, és velük tart még a tűzoltóparancsnok kutyája, Néró is. Viszonylag korán végeznek a bejárással, és gondolván, hogy ha korán visszamennek, nem jár a teljes összegű napidíj, még eltöltenék az időt valamivel. A nagy melegben kapóra jön a vízpart közelsége, miután strandra a lebukás veszélye miatt nem mehetnek. Meztelenül fürdőznek a Dunában, ahol a főellenőr talál a vízben egy vaskazettát. Amikor kinyitják, megdöbbenve látják, hogy egy kézigránát van benne. Az az ötletük támad, hogy halászni fognak vele, hiszen a robbanás elkábítja a halakat, ők meg majd összeszedik. Az eldobott gránát azonban csak nem akar felrobbanni – a vízbe utánaszalad viszont Néró kutya, aki vissza is hozza a gazdinak. A négy férfi pánikba esik és elkezdenek meztelenül szaladni a kutya elől. A sofőr és a főellenőr lerázzák Nérót, aki tovább szalad gazdája és az újságíró után.
A tűzoltóparancsnok a vasúti sínek felé szalad, az újságíró pedig belekapaszkodik egy permetező helikopterbe. A parancsnok nyomában végig ott jár Néró, aki így kénytelen felkapaszkodni a tehervonatra, majd végső megoldásként a szerkocsiban bújik el a szén között. Megtalálják a következő állomáson a vasutasok, akik kormos volta miatt négernek nézik, majd hivatalos úton akarják kivizsgáltatni az esetet. Váratlanul ismét felbukkan Néró, emiatt a parancsnok kereket old, és sikerül elrejtőznie egy személyvonaton, ami elindul. Közben az újságíróval felrepül a repülőgép, ami elkezdi permetezni, és zöldre festi be a testét. Nem bírván ezt tovább, elengedi a gépet, és egy szénaboglyában landol. A közelben a TSZ asszonyait ebédeltetik, az újságíró pedig fűszoknyában kér iránymutatást, majd elballag. A TSZ ételosztójához orvost hívnak, mert azt hiszik, napszúrást kapott, és csak hallucinál. Közben a mentősök utolérik az újságírót, akit bolondnak néznek, beinjekcióznak, és beviszik a kórházba. A sofőr és a főellenőr visszamennek eközben a kocsihoz, ahol mindössze egy tűzoltóegyenruha felső része maradt meg, a többit ellopták. Ez a sofőré lesz, a főellenőr egy pokrócot kap.
A tűzoltóparancsnok nagy szerencséjére egy észak-afrikai delegáció utazik a vonaton, így kormos képpel, magára tekert törülközővel senkinek nem tűnik fel a kiléte. A sofőr és a főellenőr ruhákat próbálnak lopni egy tanyáról, a házőrző viszont elzavarja őket, így különválnak: a sofőr kereket old, a főellenőr viszont beesik egy árokba. Tudtán kívül egy katonai hadgyakorlatba keveredik, ahol összekeverik egy katonával. Felveszi a telefont, és nem nagyon érti, mit beszélnek, míg végül a katonai mentőcsapat oda nem ér. Amikor meglátják, hogy ő nem is az ő emberük, de az övéjük ruháját húzta magára, ellenségnek vagy kémnek nézik, és úgy döntenek, beviszik a táborba. Közben az újságírót egy pszichiáter kezdi el vizsgálni, aki meg van róla győződve, hogy a történet kitaláció, a páciens klinikai eset, és elhatározza, hogy kísérletezni fog rajta. Eközben a tűzoltóparancsnok beérkezik a vonattal a városba, ahol a delegáció tagjának nézik, és szíves fogadtatásban részesítik. Aznap este Az ember tragédiája díszelőadására viszik, ahonnét meg akar szökni, de nem sikerül neki, helyette csak jól tönkreteszi az előadást, ráadásul ismét meztelenül kénytelen menekülni. Megszerzi az ügyeletes tűzoltó köpenyét, és magára ölti, míg a másik üldözőbe veszi a tolvajt. Végül megfogják a rendőrök, és előállítják. A csapat egyetlen szabadon maradt tagja, a sofőr, hiányos öltözékben hazavezet, és megkéri a feleségét, hogy hozzon le neki valami ruhát. Az asszony ehelyett a sodrófát veszi elő és alaposan elveri a férjét, azt feltételezve, hogy megcsalta őt.
Miután beviszik a rendőrségre, a tűzoltóparancsnok beismerő vallomást tesz, a rendőrök pedig hitetlenkedve hallgatják. Közben a főellenőrt a néphadsereg hallgatja ki, akik szintén hitetlenkednek, majd megkeresik az újságírót is, aki katatón állapotban hever a pszichiáter markában a kórházban. Mindannyiukat beviszik, és tisztázzák a történteket, még ruhát is kapnak. Másnap, kiegészülve a sofőrrel, elindulnak a tűzoltóparancsnok házához, ahol legnagyobb megdöbbenésükre ott várja őket Néró és a kézigránát. A tűzoltóparancsnok elneveti magát: ekkor veszi észre, hogy ez igazából egy kék színű gyakorlógránát, nem éles, nem tud robbanni. Eldobja a gránátot, amely ekkor azonnal felrobban, és szerteszét repíti a szereplőket.

## Szereplők
- Harsányi Gábor – Sétáló Pál, tűzoltóparancsnok
- Tímár Béla – Rák Oszkár, újságíró a Sárréti Hírlapnál
- Hollai Kálmán – főellenőr
- Kertész Péter – sofőr, (Császár elvtárs)
- Andai Györgyi – a sofőr felesége
- Szabó Imre – feltaláló
- Bagó László – főszerkesztő a Sárréti Hírlap nevű újságnál
- Benedek Miklós – pszichiáter
- Vándor József – Schön Ignác, ételosztó az aratáson
- Kiss Gábor – mentőorvos, az aratáson
- Benkóczy Zoltán – rendőr, a vasútállomáson
- Horváth Pál – rendőr, a vasútállomáson
- Gyenge Árpád – bakter
- Fillár István – vasúti tiszt, a vasútállomáson
- Beszterczei Pál – pincér a vonaton, az étkezőkocsiban
- Budai István – tűzoltó a színházban, (akinek a kabátját Sétáló Pál ellopja)
- Egri Kati – fiatal színésznő a színházban (Az ember tragédiájában Évát játssza)
- Téri Sándor – fiatal színész a színházban (Az ember tragédiájában Ádámot játssza)
- Szersén Gyula – színész a színházban (Az ember tragédiájában Lucifert játssza)
- Ágh Éva – súgónő a színházban
- Bán Zoltán – színpadmester, ügyelő (akit Sétáló Pál a színpadon hanyatt lök)
- Ujréti László – rendőrtiszt, nyomozó
- Vogt Károly – katonatiszt, nyomozó